# سيدني إيدجيرتون
سيدني إيدجيرتون هو قاضي ومحامي وسياسي أمريكي، ولد في 17 أغسطس 1818 في كازينوفيا في الولايات المتحدة، وتوفي في 19 يوليو 1900 في آكرون في الولايات المتحدة. نشط حزبياً في حزب الأرض الحرة والحزب الجمهوري. وقد انتخب Governor of Montana Territory ‏ (22 يونيو 1864 – 12 يوليو 1866) وانتخب عضو مجلس النواب الأمريكي.